# Clistopyga plana
Clistopyga plana är en stekelart som beskrevs av Morley 1914. Clistopyga plana ingår i släktet Clistopyga och familjen brokparasitsteklar. Inga underarter finns listade i Catalogue of Life.